# Obudowa podporowa
Obudowa podporowa – obudowa wyrobisk korytarzowych, która ma na celu podparcie wyrobiska przez otaczający go górotwór. Podparcie górotworu realizowane jest przez stropnice i stojaki lub mury, miejsce połączenia stropnicy ze stojakiem to zamek, stojak podparty jest na tzn stopie. 
Podział obudów podporowych:
- obudowa drewniana - stosowana w górnictwie solnym z powodu braku podatności na korozję.
- obudowa murowa - stosowana na wyrobiska udostępniające (komory funkcyjne, przekopy).
- obudowa stalowa - stosowana w górnictwie węglowym w postaci stalowych łuków podatnych.

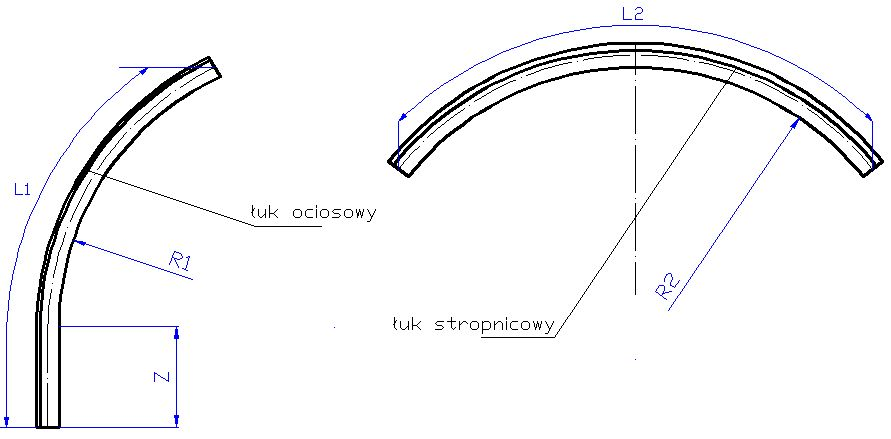
Obudowa stalowa podporowa